# Kristeen Young

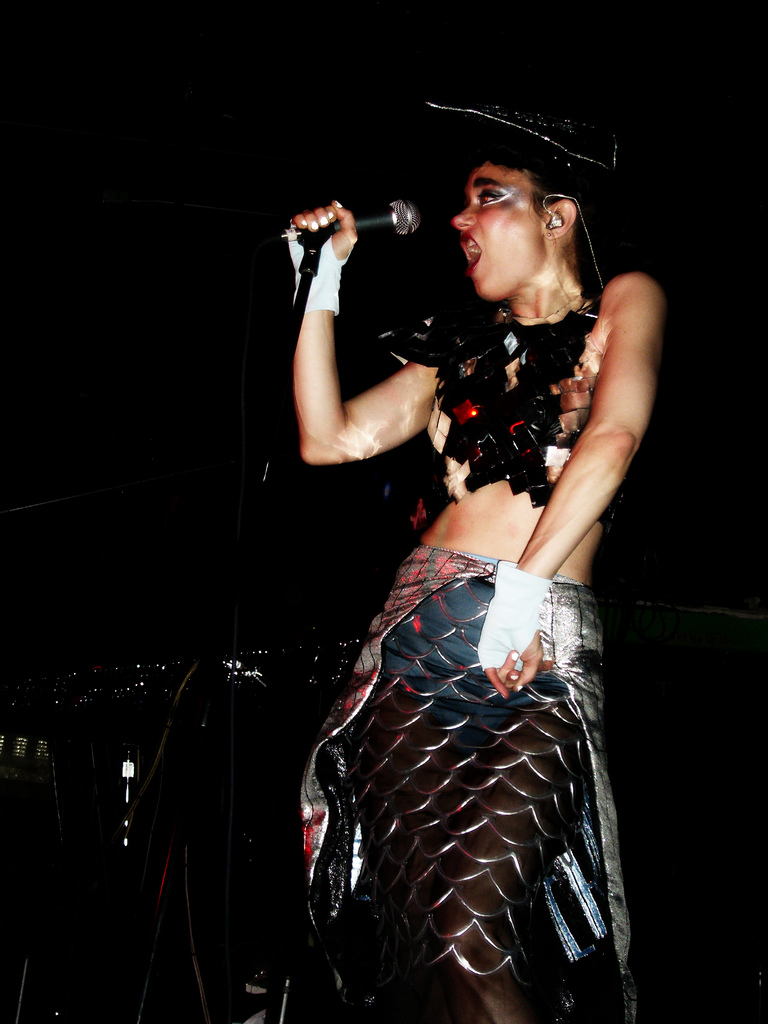
Young bei einem Live-Auftritt 2009

Kristeen Young (* 1975 in St. Louis) ist eine US-amerikanische Sängerin.

## Leben
Kristeen Young wurde als Tochter von Eltern deutscher und indianischer Abstammung geboren und kurz nach der Geburt zur Adoption freigegeben.
Ihre Adoptiveltern waren christliche Fundamentalisten, die sie so stark von der Außenwelt abschotteten, dass sie eigene Phantasiewelten erfand. Nach Abschluss der Highschool studierte sie an der Webster University Klavier und begann eigene Lieder zu schreiben. Nach dem Studium spielte und sang sie in den Bands Nov. 9th und Water Works. Sie beschloss, alleine mit Klavier aufzutreten, und nahm zusammen mit Schlagzeuger „Baby“ Jef White 1997 ihre erste Platte Meet Miss Young and Her All Boy Band auf. 1999 folgte ihre zweite namens Enemy. Danach zog sie nach New York City, um sich musikalisch weiterzuentwickeln. 2003 lernte sie Tony Visconti kennen, der, fasziniert von ihrem Stimmumfang, ihre nächsten Alben produzierte. Dies war zunächst Breasticles, bei dem David Bowie einen kurzen stimmlichen Auftritt hatte und sogar Produzent ihres darauffolgenden Werkes X wurde. Es war als Konzeptalbum konzipiert, auf welchem Brian Molko einen Gastauftritt hatte. 2006 erschien ihr fünftes Album The Orphans, das die Aufmerksamkeit von Morrissey auf sich zog, der ebenfalls von Tony Visconti produziert wurde. Morrissey lud sie ein, ihn als Voract auf seiner Welttournee 2007 zu begleiten. 2009 erschien Music for Strippers, Hookers, and the Odd On-Looker mit Patrick Stumps (Fall Out Boy) Gastauftritt. Zwischen ihren Alben gab Young auch diverse Maxi-Singles ohne Albumzuordnung heraus, wie 2006 Kill the Father, auf welcher auch neben dem titelgebenden Lied, der Song Life's Not Short, It's Sooo Long zu finden ist, wie die Maxi-Single London Cry mit This Is The Dawn Of My D-Day. 2011 erschien die EP V the Volcanic.
Kristeen Youngs musikalische Vorlieben sind einerseits Rick James, Teena Marie, Prince und Chaka Khan, andererseits aber auch Grandmaster Flash, ebenso wie Pink Floyd und aus dem „harten“ Rockbereich Pete Townshend und die Dead Kennedys. Sie ist bekannt für ihren Stimmumfang, der 4 Oktaven umfasst und ihre ausgefallenen Bühnenauftritte und -kostüme, wie ein Brottüten- oder Plastikblasen-Kleid, das auch schon gerne einmal von Lady Gaga kopiert wurde.